# إعادة تجسيدي في هيئة هلام
إعادة تجسيدي في هيئة هلام (باليابانية: 転生したらスライムだった件، بالروماجي: Tensei Shitara Suraimu Datta Ken) هي رواية يابانية من تأليف فوسي ورسم ميتز، نشرت عبر الأنترنت من قبل شوسيتسوكا ني نارو، منذ 20 فبراير عام 2013 حتى 1 يناير عام 2016. نشرت من قبل Micro Magazine، على شكل رواية خفيفة، منذ 30 مايو عام 2014. اقتبست إلى سلسلة مانغا نشرت من قبل كودانشا في مجلة شونن سيريوس الشهرية، منذ 26 مارس عام 2015. أنتجت إلى مسلسل أنمي تلفزيوني من قبل استوديو 8 بت، عرض الأنمي في 2 أكتوبر عام 2018 واستمر عرضه حتى 19 مارس عام 2019، وتكون من 35 حلقة + 5 أوفا. عرض الموسم الثاني من الأنمي 6 أبريل عام 2021.

## القصة
تدور أحداث القصة ساتورو ميكامي موظف عادي عمره 37 عامًا ويعيش في طوكيو، يتعرض للطعن من قبل لص، فيسقط على الأرض يتردد صوت غامض في ذهنه يخبره سلسلة من الأوامر التي لم يستطع فهمها، فيستيقظ في عالم آخر وقد تجسد بشكل هلام.

## الشخصيات

### الشخصيات الرئيسية
ريمورو تيمبست/ساتورو ميكامي (باليابانية: 三上 悟، بالروماجي: Mikami Satoru)
أداء صوتي: ميهو أوكاساكي (ريمورو)، تاكوما تيراشيما (ساتورو)
الحكيم (باليابانية: 大賢者، بالروماجي: Dai-kenja)
أداء صوتي: ميغومي تويوغوتشي
فيلدورا تيمبست (باليابانية: ヴェルドラ، بالروماجي: Berudora)
أداء صوتي: تومواكي ماينو
شيزوي إيزاوا (باليابانية: 井沢 静江، بالروماجي: Izawa Shizue)
أداء صوتي: يوميري هاناموري

### شخصيات أخرى
ريجورد (باليابانية: リグルド، بالروماجي: Rigurudo)
أداء صوتي: كانيهيرا ياماموتو
ريجور (باليابانية: リグル، بالروماجي: Riguru)
أداء صوتي: هاروكي إيشياما
غوبتا (باليابانية: ゴブタ، بالروماجي: Gobuta)
أداء صوتي: أسونا توماري
كايجين (باليابانية: カイジン، بالروماجي: Kaijin)
أداء صوتي: أتسشي أونو
غارم (باليابانية: ガルム، بالروماجي: Garumu)
أداء صوتي: كويتشي سوما
دولد (باليابانية: ドルド، بالروماجي: Dorudo)
أداء صوتي: ماساشي نوغاوا
ميرد(باليابانية: ミルド، بالروماجي: Mirudo)
أداء صوتي: ريو سوغيساكي
بينيمارو (باليابانية: ベニマル، بالروماجي: Benimaru)
أداء صوتي: ماكوتو فوروكاوا
شونا (باليابانية: シュナ، بالروماجي: Shuna)
أداء صوتي: ساياكا سينبونغي
شينون (باليابانية: シオン، بالروماجي: Shion)
أداء صوتي: ماو إيتشيميتشي
سوي (باليابانية: ソウエイ، بالروماجي: Sōei)
أداء صوتي: تاكويا إغوتشي
هاكورو (باليابانية: ハクロウ، بالروماجي: Hakurō)
أداء صوتي: هوتشو أوتسوكا
كوروبي (باليابانية: 黒兵衛، بالروماجي: Kurobē)
أداء صوتي: جونيتشي ياناغيتا

## الجوائز والترشيحات
| قائمة الجوائز والترشيحات | قائمة الجوائز والترشيحات | قائمة الجوائز والترشيحات  | قائمة الجوائز والترشيحات           | قائمة الجوائز والترشيحات | قائمة الجوائز والترشيحات |
| السنة                    | الجائزة                  | الفئة                     | المستلم                            | النتيجة                  | م.                       |
| ------------------------ | ------------------------ | ------------------------- | ---------------------------------- | ------------------------ | ------------------------ |
| 2025                     | جوائز كرانشي رول للأنمي  | أفضل أنمي إيسيكاي (خيالي) | إعادة تجسيدي في هيئة هلام - موسم 3 | رُشِّح                      | [ 11 ]                   |

## وصلات خارجية
- موقع الرواية الخفيفة الرسمي (باليابانية)
- موقع المانغا الرسمي (باليابانية)
- Official spin-off manga website (باليابانية)
- موقع الأنمي الرسمي (باليابانية)
- إعادة تجسيدي في هيئة هلام على موقع ميوزك برينز (الإنجليزية)
- إعادة تجسيدي في هيئة هلام على موقع ميوزك برينز (الإنجليزية)
- إعادة تجسيدي في هيئة هلام على موقع ANN manga (الإنجليزية)